# Avstroneulanda grayi
Espèce
Avstroneulanda grayi est une espèce d'araignées aranéomorphes de la famille des Gnaphosidae.

## Distribution
Cette espèce est endémique d'Australie. Elle se rencontre au Victoria, en Nouvelle-Galles du Sud, dans le Territoire de la capitale australienne et au Queensland.

## Description
Le mâle holotype mesure 5,30 mm et la femelle paratype 4,90 mm.

## Systématique et taxinomie
Cette espèce a été décrite par Zakharov et Ovtsharenko en 202.

## Étymologie
Cette espèce est nommée en l'honneur de Michael R. Gray.

## Publication originale
- Zakharov & Ovtsharenko, 2022 : « A revision of the ground spider genus Zelanda Özdikmen, 2009 (Araneae: Gnaphosidae), with a description of a new genus from Australasia. » Arachnology, vol. 19, Special Issue, p. 265-301.